# Vincenzo Turturro

Erzbischofswappen von Vincenzo Turturro

Vincenzo Turturro (* 7. Oktober 1978 in Bisceglie) ist ein italienischer römisch-katholischer Geistlicher, Erzbischof und Diplomat des Heiligen Stuhls.

## Leben
Vincenzo Turturro empfing am 31. Oktober 2003 das Sakrament der Priesterweihe für das Bistum Molfetta-Ruvo-Giovinazzo-Terlizzi.
Anschließend setzte Vincenzo Turturro seine Ausbildung an der Päpstlichen Diplomatenakademie in Rom fort. Daneben wurde er zum Doktor der Theologie promoviert. Turturro trat am 1. Juli 2009 in den diplomatischen Dienst des Heiligen Stuhls ein. Er war an den Nuntiaturen in Simbabwe, Nicaragua und Argentinien tätig. Zuletzt war Turturro Nuntiaturrat im Dienst der Sektion für die Beziehungen mit den Staaten des Staatssekretariats.
Am 29. Dezember 2023 ernannte ihn Papst Franziskus zum Titularerzbischof von Rebellum und zum Apostolischen Nuntius in Paraguay. Die Bischofsweihe spendete ihm am 9. März 2024 Kardinalstaatssekretär Pietro Parolin im Petersdom; Mitkonsekratoren waren Papst Franziskus und Kurienerzbischof Paul Gallagher sowie Domenico Cornacchia, Bischof von Bistum Molfetta-Ruvo-Giovinazzo-Terlizzi.